# Jean Dausset
Jean-Baptiste-Gabriel-Joachim Dausset (19 tháng 10 năm 1916 – 6 tháng 6 năm 2009) là một nhà miễn dịch học người Pháp, đã đoạt giải Nobel Sinh lý và Y khoa năm 1980.

## Cuộc đời và Sự nghiệp
Sinh tại Toulouse, Jean Dausset sống những năm đầu đời ở Biarritz trước khi gia đình di chuyển về Paris. Ông đậu bằng tú tài môn toán ở lycée Michelet, sau đó học Y học, nhưng bị gián đoạn năm 1939 vì bị động viên nhập ngũ. Năm 1940, ông là sinh viên y khoa nội trú ở các bệnh viện Paris. Ngay sau khi kết thúc thời gian nội trú năm 1941, ông sang Bắc Phi làm y sĩ lưu động dưới thời chính phủ Vichy và tham gia Quân đội giải phóng Pháp khi chấm dứt thế chiến thứ hai.
Sau chiến tranh, ông bắt đầu nghiên cứu việc truyền máu bên cạnh Marcel Bessis. Sau chuyến đi nghiên cứu trong một trung tâm truyền máu ở Boston, ông được bổ nhiệm làm phụ tá, rồi giáo sư môn huyết học ở Faculté de médecine de Paris (Phân khoa Y học Paris) năm 1963. Ông đã nghiên cứu về miễn dịch học trong nhiều năm, cuối cùng đã phát hiện ra sự liên hệ giữa "sự tương hợp mô" (histocompatibilité) và tỷ suất cấy ghép bị đẩy ra. Năm 1958 ông phát hiện ra cái gọi là complexe majeur d'histocompatibilité.
Sau khi Mặt trận bình dân lên nắm quyền năm 1956, ông làm việc 3 năm ở Bộ giáo dục, phụ trách việc cải tổ giáo dục Y học và các bệnh viện, sau này được Robert Debré và Michel Debré thi hành. 
Sau đó ông làm giáo sư ở Đại học Paris VII (nay là đại học Paris Diderot) từ khi thành lập năm 1977 
rồi giáo sư y học thực nghiệm ở Collège de France năm 1978, ông tiếp tục các thí nghiệm ở phòng thí nghiệm của bệnh viện Saint-Louis. Trong thập niên 1990, ông làm chủ tịch Hội đồng văn hóa của Bảo tàng các ngôn ngữ thế giới dưới sự điều hợp của Marcel Locquin.
Ông là chủ tịch sáng lập của Hiệp hội cấy ghép Pháp (association France Transplant)  Lưu trữ ngày 5 tháng 1 năm 2010 tại Wayback Machine.
Jean Dausset đã thiết lập "Centre d'études du polymorphisme humain" (CEPH) (Trung tâm nghiên cứu sự đa hình dạng của loài người), nơi ông nỗ lực làm việc để giải mã bộ gene loài người.

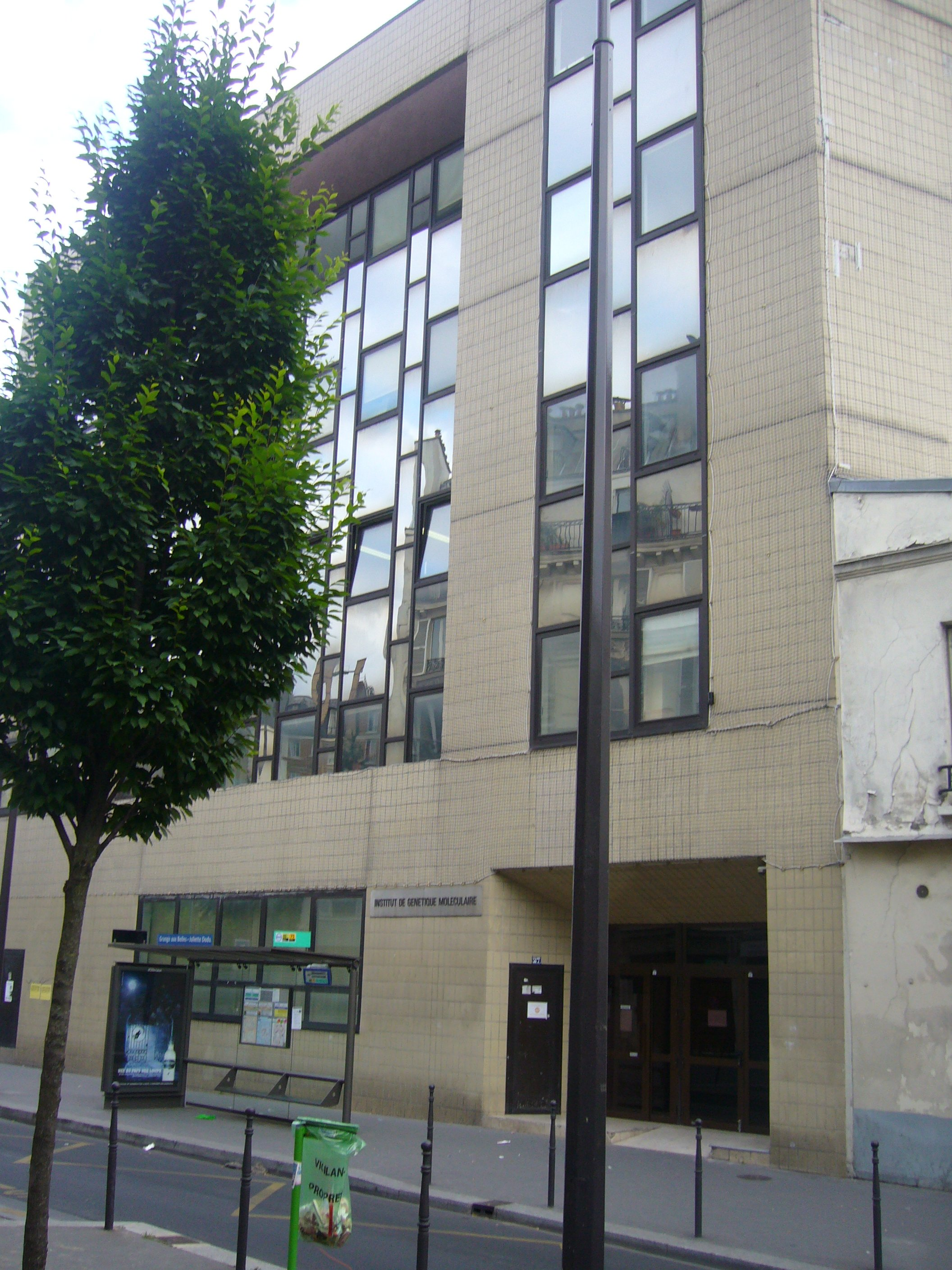
Trung tâm CEPH

Ông từ trần ngày 6 tháng 6 năm 2009 ở Palma de Mallorca nơi ông cư ngụ từ 2 năm trước đó · .

## Tác phẩm
- Clin d'œil à la vie. La grande aventure HLA, Paris, éditions Odile Jacob, 1998
- Wols évoqué, in Wols - Aphorismes, éditions Le Nyctalope, Amiens, 1989

## Giải thưởng và Vinh dự
- Giải Robert Koch năm 1977
- Giải Wolf về Y học năm 1978
- Giải Nobel Sinh lý và Y khoa năm 1980 chung với Baruj Benacerraf và George Snell cho nghiên cứu của họ về các cấu trúc bề mặt của tế bào là điều kiện của sự miễn dịch
- Giải quốc tế Quỹ Gairdner năm 1977
- Viện sĩ Viện hàn lâm Khoa học quốc gia Hoa Kỳ
- Viện sĩ Viện Hàn lâm Khoa học Pháp
- Viện sĩ Viện hàn lâm châu Âu